# José Basanta
José María Basanta (Tres Sargentos, 3 aprile 1984) è un ex calciatore argentino, di ruolo difensore.
Con l'Argentina è stato vicecampione del Mondo nel 2014. Cugino di Mariano e Gonzalo Pavone, anch'essi calciatori, è soprannominato El Chema (La Bestia).

## Caratteristiche tecniche
È un difensore centrale, può giocare come difensore di sinistra in una difesa a 3 o come uno dei centrali in una difesa a 4. Mancino di piede dotato di un grande fisico. Può essere impiegato all'occorrenza anche come terzino sinistro.

## Carriera

### Club

#### Inizi in Argentina
Ha iniziato la sua carriera con l'Estudiantes nel 2003, in cui rimase per tre stagioni, prima di unirsi all'Olimpo nel 2006, allora in Primera B Nacional. Con il club ha vinto sia il campionato di Apertura che di Clausura, ottenendo così la promozione automatica in Primera División.
Nel 2007 ritorna all'Estudiantes, giocando solamente un anno con il club.

#### Passaggio al Monterrey
Nel giugno 2008 è stato venduto al Monterrey, con richiesta dell'allenatore di allora del club Ricardo La Volpe. Da allora, è stato sempre titolare, vincendo anche il torneo di Apertura 2009 e del 2010.

#### Trasferimento alla Fiorentina
Il 1º agosto 2014 la Fiorentina ne ufficializza l'acquisto a titolo definitivo dal Monterrey pagando la clausola rescissioria di circa 2,5 milioni di euro, con il giocatore che sigla un contratto triennale. Esordisce in maglia viola il 18 settembre nella partita di Europa League Fiorentina-Guingamp (3-0). Segna il suo primo gol in Serie A l'11 gennaio 2015 in Fiorentina-Palermo (4-3). Il 19 febbraio 2015 segna il suo primo gol in UEFA Europa League, nella partita Tottenham-Fiorentina, terminata 1-1

#### Ritorno al Monterrey e ritiro
Il 31 agosto 2015, dopo solo una stagione in Italia, torna in prestito al Monterrey. Il 2 luglio 2016 viene ceduto definitivamente al club messicano. Il 3 giugno 2020 rescinde il contratto col club messicano.
Il 1º luglio 2020 si ritira ufficialmente dal calcio giocato all'età di 36 anni.

### Nazionale
Il 26 marzo 2013 esordisce in nazionale in occasione del pareggio esterno con la Bolivia, in una partita valida per le Qualificazioni al mondiale del 2014. Fa parte dei convocati per il campionato del mondo 2014 in Brasile.

## Statistiche

### Presenze e reti nei club
Statistiche aggiornate al 31 dicembre 2015.
| Stagione            | Squadra             | Campionato          | Campionato | Campionato | Coppe nazionali | Coppe nazionali | Coppe nazionali | Coppe continentali | Coppe continentali | Coppe continentali | Altre coppe | Altre coppe | Altre coppe | Totale | Totale |
| Stagione            | Squadra             | Comp                | Pres       | Reti       | Comp            | Pres            | Reti            | Comp               | Pres               | Reti               | Comp        | Pres        | Reti        | Pres   | Reti   |
| ------------------- | ------------------- | ------------------- | ---------- | ---------- | --------------- | --------------- | --------------- | ------------------ | ------------------ | ------------------ | ----------- | ----------- | ----------- | ------ | ------ |
| 2007-2008           | Estudiantes         | PD                  | 13         | 1          | -               | -               | -               | CL+CS              | 6+1                | 0                  | -           | -           | -           | 20     | 1      |
| 2008-2009           | Monterrey           | PD                  | 34+2       | 1+0        | CM              | 0               | 0               | -                  | -                  | -                  | -           | -           | -           | 36     | 1      |
| 2009-2010           | Monterrey           | PD                  | 26+8+4     | 0+0+1      | CM              | 0               | 0               | CL                 | 4                  | 0                  | -           | -           | -           | 42     | 1      |
| 2010-2011           | Monterrey           | PD                  | 32+7       | 1+2        | CM              | 0               | 0               | CCL                | 8                  | 0                  | -           | -           | -           | 47     | 3      |
| 2011-2012           | Monterrey           | PD                  | 27+6       | 1+2        | CM              | 0               | 0               | CCL                | 9                  | 0                  | Cmc         | 2           | 0           | 44     | 3      |
| 2012-2013           | Monterrey           | PD                  | 31+6       | 0          | CM              | 0               | 0               | CCL                | 7                  | 1                  | Cmc         | 3           | 0           | 47     | 1      |
| 2013-2014           | Monterrey           | PD                  | 20         | 0          | CM              | 1               | 0               | -                  | -                  | -                  | Cmc         | 2           | 1           | 23     | 1      |
| 2014-2015           | Fiorentina          | A                   | 24         | 2          | CI              | 3               | 0               | UEL                | 10                 | 2                  | -           | -           | -           | 37     | 4      |
| 2015-2016           | Monterrey           | PD                  | 11         | 1          | CM              | 0               | 0               | -                  | -                  | -                  | -           | -           | -           | 11     | 1      |
| Totale CF Monterrey | Totale CF Monterrey | Totale CF Monterrey | 214        | 9          |                 | 1               | 0               |                    | 28                 | 1                  |             | 7           | 1           | 250    | 11     |
| Totale carriera     | Totale carriera     | Totale carriera     | 311        | 14         |                 | 4               | 0               |                    | 38                 | 3                  |             | 7           | 1           | 360    | 18     |

### Cronologia presenze e reti in nazionale
| Cronologia completa delle presenze e delle reti in nazionale ― Argentina | Cronologia completa delle presenze e delle reti in nazionale ― Argentina | Cronologia completa delle presenze e delle reti in nazionale ― Argentina | Cronologia completa delle presenze e delle reti in nazionale ― Argentina | Cronologia completa delle presenze e delle reti in nazionale ― Argentina | Cronologia completa delle presenze e delle reti in nazionale ― Argentina | Cronologia completa delle presenze e delle reti in nazionale ― Argentina | Cronologia completa delle presenze e delle reti in nazionale ― Argentina |
| Data                                                                     | Città                                                                    | In casa                                                                  | Risultato                                                                | Ospiti                                                                   | Competizione                                                             | Reti                                                                     | Note                                                                     |
| ------------------------------------------------------------------------ | ------------------------------------------------------------------------ | ------------------------------------------------------------------------ | ------------------------------------------------------------------------ | ------------------------------------------------------------------------ | ------------------------------------------------------------------------ | ------------------------------------------------------------------------ | ------------------------------------------------------------------------ |
| 26-3-2013                                                                | La Paz                                                                   | Bolivia                                                                  | 1 – 1                                                                    | Argentina                                                                | Qual. Mondiali 2014                                                      | -                                                                        |                                                                          |
| 11-6-2013                                                                | Quito                                                                    | Ecuador                                                                  | 1 – 1                                                                    | Argentina                                                                | Qual. Mondiali 2014                                                      | -                                                                        | 90+7’                                                                    |
| 14-6-2013                                                                | Città del Guatemala                                                      | Guatemala                                                                | 0 – 4                                                                    | Argentina                                                                | Amichevole                                                               | -                                                                        | 64’                                                                      |
| 14-8-2013                                                                | Roma                                                                     | Italia                                                                   | 1 – 2                                                                    | Argentina                                                                | Amichevole                                                               | -                                                                        |                                                                          |
| 10-9-2013                                                                | Asunción                                                                 | Paraguay                                                                 | 2 – 5                                                                    | Argentina                                                                | Qual. Mondiali 2014                                                      | -                                                                        |                                                                          |
| 15-10-2013                                                               | Montevideo                                                               | Uruguay                                                                  | 3 – 2                                                                    | Argentina                                                                | Qual. Mondiali 2014                                                      | -                                                                        |                                                                          |
| 18-11-2013                                                               | Saint Louis                                                              | Argentina                                                                | 2 – 0                                                                    | Bosnia ed Erzegovina                                                     | Amichevole                                                               | -                                                                        |                                                                          |
| 5-3-2014                                                                 | Bucarest                                                                 | Romania                                                                  | 0 – 0                                                                    | Argentina                                                                | Amichevole                                                               | -                                                                        |                                                                          |
| 4-6-2014                                                                 | Buenos Aires                                                             | Argentina                                                                | 3 – 0                                                                    | Trinidad e Tobago                                                        | Amichevole                                                               | -                                                                        | 46’                                                                      |
| 7-6-2014                                                                 | La Plata                                                                 | Argentina                                                                | 2 – 0                                                                    | Slovenia                                                                 | Amichevole                                                               | -                                                                        |                                                                          |
| 1-7-2014                                                                 | San Paolo                                                                | Argentina                                                                | 1 – 0 dts                                                                | Svizzera                                                                 | Mondiali 2014 - Ottavi di finale                                         | -                                                                        | 106’                                                                     |
| 5-7-2014                                                                 | Brasilia                                                                 | Argentina                                                                | 1 – 0                                                                    | Belgio                                                                   | Mondiali 2014 - Quarti di finale                                         | -                                                                        |                                                                          |
| Totale                                                                   |                                                                          | Presenze                                                                 | 12                                                                       |                                                                          | Reti                                                                     | 0                                                                        |                                                                          |

## Palmarès

### Club

#### Competizioni nazionali
- Primera B Nacional: 1

Olimpo de Bahía Blanca : 2007
- Campionato messicano: 3

Monterrey : 2009, 2010, Apertura 2019
- Coppa del Messico: 1

Monterrey: Apertura 2017

#### Competizioni internazionali
- CONCACAF Champions League: 4

Monterrey: 2010-2011, 2011-2012, 2012-2013, 2019